# میان‌دوراه
میان‌دوراه یا پِرینیوم (به انگلیسی: Perineum) یا پِرینه (به فرانسوی: périnée) در کالبدشناسی، چه در مورد جنس مؤنث و چه مذکر، به محدوده میان منطقه تناسلی و مقعد گفته می‌شود.
در فارسی برای این معنی، واژه عربی عجان و واژه فرانسوی پرینه هم به کار رفته‌است.
در فرهنگ عامیانه به این ناحیه یا بخشی از شلوار که بر روی این ناحیه قرار می‌گیرد خِشتَک هم گفته می‌شود. نام خشتک بخاطر خشتی (لوزی) بودن تکه پارچه‌ای است که در شلوارهای قدیم در این قسمت می‌دوخته‌اند.
به این بخش از بدن در زبان غیرتخصصی دوشاخ نیز گفته می‌شد چنانچه در ورزش کشتی زمانی که یک پا از یک حریف در میان‌گاه دو پای حریف دیگر قرار می‌گیرد آن را فن «دوشاخ کردن» می‌گویند.
افزون برین واژهٔ «هَتَک» نیز به همین ناحیه بدن گفته می‌شود.
این واژه برگرفته از واژه هفت است و ابزاری در باغداری و کشاورزی نیز بدین نام خوانده می‌شد، که به ۷ فارسی می‌مانست. هتک در مفهوم مورد بحث در زبان توده هنوز روان است؛ «آن قدر بدو، تا هتکت دره!». اصطلاح دیگر برای این موضع، با سنگینی سوی مقعد، باز هم از زبان توده، «تَلِنگ» است. این واژه خود از دو واژه دیگر؛ ته: انتها+ لنگ: پا (تمام پا از لگن تا نوک) پدید آمده بوده‌است. زبانزد «تلنگش دررفت» با همین واژه ساخته شده‌است. درمفهوم اخیر، با اشاره به این بخش از مقعد، دراستانهای جنوبی ایران (بوشهر) کلمه پِند به کار می‌رود که احتمالاً با کلمه پرینه فرانسوی ریشه هندواروپایی دارد. اصطلاح «پندش دررفت» یا صفت «پِندین» (کسی که پندش دررفته) از آن ساخته می‌شود.
در یوگا محل نخستین چاکرا (گره خطوط انرژی بدن) را در میان‌دوراه می‌دانند.

## جسم پرینه‌ای
جسم پرینه‌ای یا تاندون مرکزی میان دوراه (به انگلیسی: Perineal body) تودهٔ هرمی‌شکل فیبروزی در میانهٔ میان‌دوراه است که در جلوی کانال مقعدی و پشت واژن قرار دارد و محل اتصال چندین عضله از جمله ماهیچه بالابرنده مقعد و ماهیچه پیازی‌اسفنجی است.

## نگارخانه

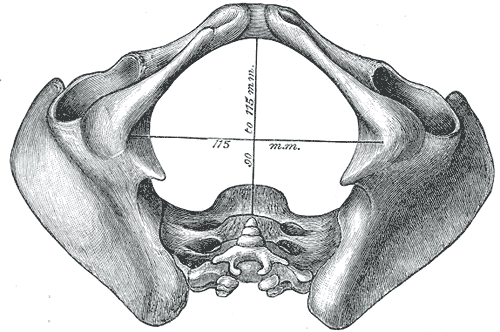
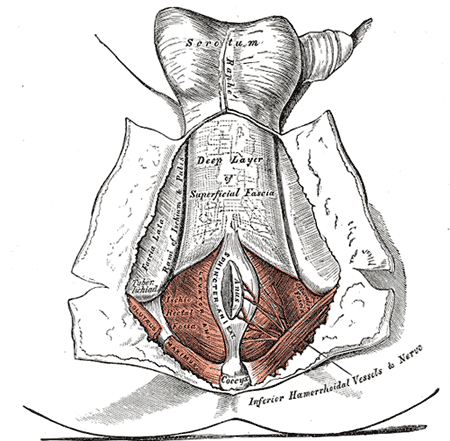
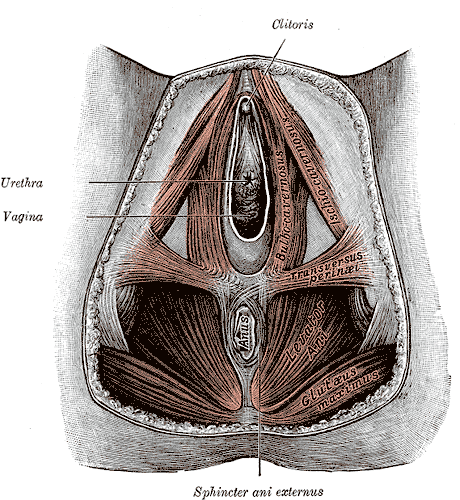
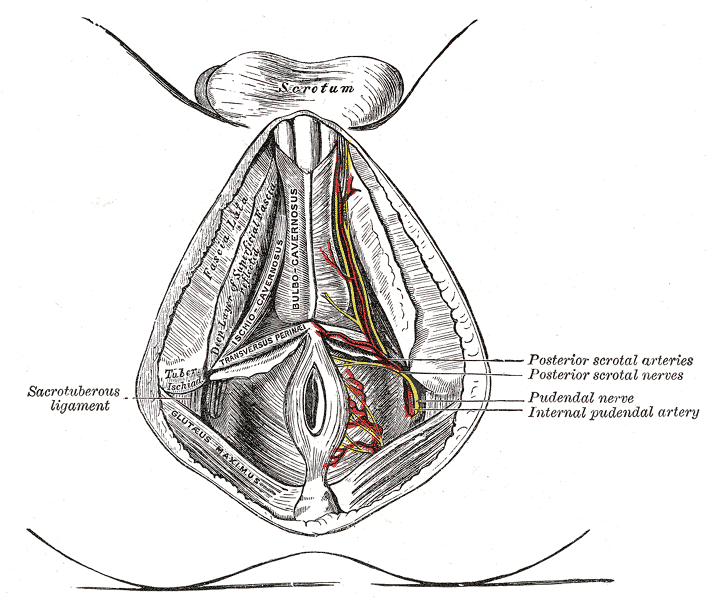
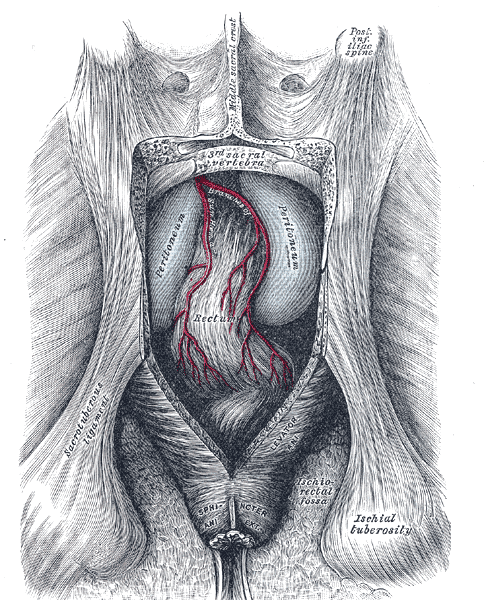
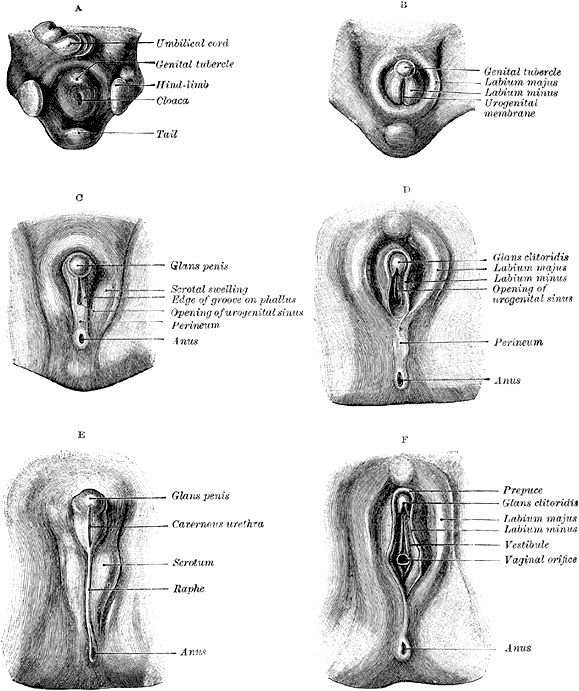
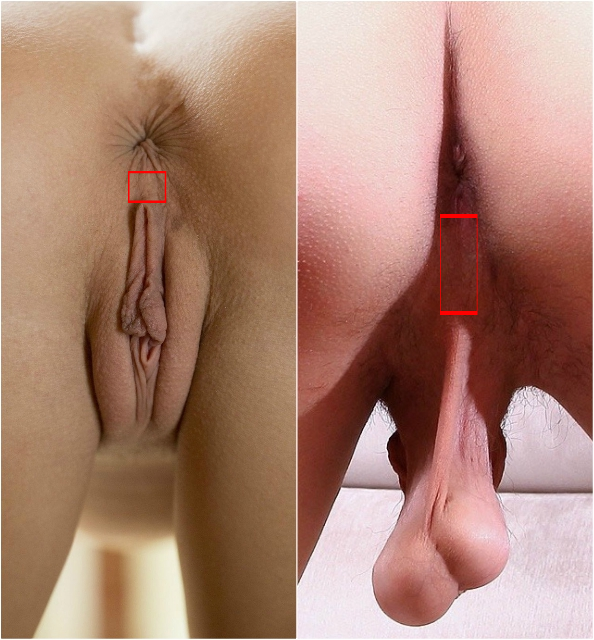